# نیوکومب (نیومکزیکو)
نیوکومب (به انگلیسی: Newcomb) یک منطقهٔ مسکونی در ایالات متحده آمریکا است که در شهرستان سن خوآن، نیومکزیکو واقع شده‌است. نیوکومب ۱۵٫۴ کیلومتر مربع مساحت و ۳۸۷ نفر جمعیت دارد و ۱٬۶۹۳ متر بالاتر از سطح دریا واقع شده‌است.